# Raion de Liepaja
El raion de Liepaja (letó Liepājas rajons) és un dels nous raions en els quals es dividia administrativament Letònia abans de la reforma territorial administrativa de l'any 2009. Estava situat a la regió històrica de Curlàndia.